# قيس العزاوي
قيس خزعل العزاوي (1951[بحاجة لمصدر] - 15 كانون الثاني 2022) مفكر سياسي عراقي، عيُنَ مندوباً دائماً لجمهورية العراق في الجامعة العربية لمدة 5 سنوات، ثم عُيّن نائباً لرئيس الجامعة العربية لشؤون الإعلام والاتصال منذ 7 آذار سنة 2019، وكان ناصرياً فاضطر إلى الخروج من العراق باسم مستعار، قيس جواد، وظل خارج العراق 35 سنة، من سنة 1968م، حتى 2003، حصل على الجواز السوري سنة 1975م بعد أن ألغت جوازَه العراقي وزارةُ الداخلية حين علموا بأنه معارض لاتفاقية شط العرب في الجزائر. توفي يوم 15 يناير 2022.

## الأسرة
تزوج قيس من امرأة فرنسية وله ابنان وبنت.[بحاجة لمصدر]

## الدراسة
وصل إلى القاهرة يوم 6 أيلول سنة 1963، ودرس في جامعة القاهرة ثم عين شمس، وكان مخططاً له أن يدرس القانون، فتركه ودرس علم النفس.

### شهاداته
- دكتوراه مع مرتبة الشرف الأولى في التاريخ الحديث للدولة العثمانية، تخصص علم الاجتماع العسكري من جامعة السوربون الفرنسية عام 1993.
- دبلوم الدراسات المعمقة من مركز الدراسات الاستراتيجية بجامعة السوربون عام 1986.
- ماجستير فلسفة إسلامية من معهد الدراسات الإسلامية في القاهرة.
- ليسانس علم نفس واجتماع من جامعة عين شمس المصرية عام 1969.[4]

### من أساتذته
- أحمد عكاشة
- مصطفى زيور
- أحمد حسن الباقوري
- عبد الحليم محمود

## أعماله
- كان له اهتمام بالفن، فأنشأ فرقة مسرحية ووكتب مسرحية ومثّل هو فيها، ثم سُجّلت المسرحية وعُرضت في التلفزيون العراقي فجاء أبو قيس إلى مصر مهرعاً وقال لابنه «أنا أرسلتك إلى القاهرة لتدرس القانون لتصبح محاميا، فدرستَ علم النفس ورضينا، ولكن أن تصبح «ممثلا» لا بد أن ترجع إلى الإسلام»، فقال "فأقسمت له أنني لن أعيد الكرة مرَّة أخرى، فسجلت دراسة الماجستير في الفلسفة الإسلامية ودرست على يد أساتذة كبار منهم الدكتور «الباقوري» والدكتور «عبد الحليم محمود».
- تحرير وطباعة مجلة شؤون عربية التي تصدرها الجامعة العربية في بداية الثمانينيات.
- مصحح لغوي في مركز دراسات الوحدة العربية
- سكرتير تحرير مجلة «المستقبل العربي»
- إصدار دار «أفكار» للطباعة، وفيها طبعت عدة كتب، منها رواية آيات شيطانية، ثم إصدار مجلة «دراسات شرقية» قال قيس «تعرفت على المفكر الكبير روجيه جارودي الذي أسلم وسمى نفسه رجاء وقد تعرض بعد إشهار إسلامه لمشاكل كثيرة، بعد أن كان مطلوبا من كل دور النشر فأصبح منبوذا، فقد رفضت 200 دار نشر فرنسية النشر له، إلا أنا فقد أخذت منه كتاب «مجد الإسلام وانحطاطه» وطبعته ونشرته لذلك وضعني اللوبي الإسرائيلي تحت نظره.».[5]

### كتبه
ألّفَ 16 كتاباً في مجالات كثيرة.
- الفكر الإسلامي المعاصر.[7]